# Lone Sondrup
Lone Sondrup (født 11. august 1961) har været 1. næstformand i Region Nordjylland for Venstre, tillige gruppeformand siden 2018, og er medlem af forretningsudvalget. Hun var tidligere byrådsmedlem i Mariagerfjord Kommune.
Lone Sondrup er uddannet landmand og driver en malkekvægsbesætning. Hun har tidligere været formand for Mariagerfjord Gymnasiums bestyrelse.
Var formand for Hobro og Omegns Landboforening i perioden 1999-2005. Da hun blev valgt i 1999, var hun den første kvinde i Danmark, der blev valgt som formand for en landboforening.
Hun forlod posten, i forbindelse med hun i 2004 stillede op til kommunalvalget. 
Privat er Lone Sondrup bosat i Hobro, er gift og har tre børn.
I december 2020 meddelte Lone Sondrup, at hun trak sig som gruppeformand for Venstres regionsrådsgruppe i Nordjylland, hvorefter Martin Bech overtog posten.